# Goniocalpe leucotrigona
Goniocalpe leucotrigona är en fjärilsart som beskrevs av George Francis Hampson 1918. Goniocalpe leucotrigona ingår i släktet Goniocalpe och familjen trågspinnare. Inga underarter finns listade i Catalogue of Life.